# Journal of Ecology
Het Journal of Ecology is een aan collegiale toetsing onderworpen wetenschappelijk tijdschrift dat tweemaandelijks wordt uitgegeven door Wiley-Blackwell namens de British Ecological Society. Het tijdschrift is opgericht in 1913 en behandelt alle aspecten van de ecologie van planten. 
Het tijdschrift publiceert regelmatig stukken over de ecologie van planten, inclusief algen die in droge en aquatische ecosystemen voorkomen. Ook wordt er regelmatig gepubliceerd over populaties, gemeenschappen, biochemie, ecosystemen, microbiologie, de fysiologische ecologie van planten, klimaatverandering, moleculaire genetica en de ecologie van mycorrhiza. Daarnaast wordt er aandacht besteed aan de interactie tussen planten en overige organismen. Het tijdschrift bevat onder andere originele onderzoeksartikelen en reviews. 
Volgens Journal Citation Reports had het tijdschrift in 2012 een impactfactor van 5.431. Edities van het tijdschrift uitgegeven na 1998 zijn twee jaar na publicatie kosteloos beschikbaar.